# M. C. Escher – Reise in die Unendlichkeit
M.C. Escher – Reise in die Unendlichkeit ist ein Dokumentarfilm von Robin Lutz aus dem Jahr 2018.

## Inhalt
Die Dokumentation stellt den niederländischen Künstler Maurits Cornelis Escher anhand von Briefen, Aufzeichnungen und Interviews mit Familienangehörigen und Bewunderern wie  Graham Nash vor.

## Kritiken
Rüdiger Suchsland von artechock ist angetan von dem Werk: „So ergibt sich ein Porträt, das Einblick in die Arbeit eines unergründlichen Genies und eines der bedeutendsten Künstler des 20. Jahrhunderts bietet.“
Manfred Riepe von epd Film lobt: „Es ist nicht der erste Film über den Meister der optischen Täuschungen. Aber es ist der erste, der aus der Sicht des Zeichners selbst realisiert wurde. Mit Tagebüchern, Briefen und Vorträgen, in der deutschen Fassung gesprochen von Matthias Brandt, scheint der launische Lithograph sich direkt an den Betrachter zu wenden, um ihm sein Leben darzulegen. Schnörkellos und mit einem Minimum an Reenactment arbeitet sich der Film an der Biografie ab.“